# 産業道路
産業道路（さんぎょうどうろ）は、おもに貨物輸送の交通に供される日本の道路の通称である。
工業地域を通る道路や工業団地と埠頭を結ぶ目的を持って作られた道路を指す。対義語は生活道路。東京都道・神奈川県道6号東京大師横浜線や国道55号（徳島県）など、戦前より産業道路を通称する道路もある。
高度経済成長期に企業誘致を目的として自治体が道路法に基づき整備した路線が多く、地方で産業道路と呼称された道路は、奥地等産業開発道路整備臨時措置法（1964年制定、2003年失効）補助を受けて整備した路線も多い。

## 北海道
- 国道272号 : 北海道釧路市 - 標津郡標津町
- 北海道道100号函館上磯線 : 函館市

## 東北
- 国道454号 : 青森県八戸市付近での通称
- 宮城県道23号仙台塩釜線 : 仙台市若林区 - 塩竈市
- 産業道路 : 福島県郡山市（郡山中央工業団地を南北に貫く市道）

## 関東
- 茨城県道36号日立山方線 : 茨城県日立市での通称。一部で鉱山鉄道（ - 1960年）の廃線跡を流用。
- 茨城県道238号須賀北埠頭線 : 茨城県鹿嶋市大船津 - 泉川
- 産業通り : 栃木県宇都宮市 - 国道4号（現道）と新4号国道の中間を並行して通過する市道[2]
- 東産業道路 : 栃木県佐野市（栃木県道9号佐野古河線と栃木県道16号佐野田沼線の一部区間）
- 西産業道路 : 栃木県佐野市（栃木県道7号佐野行田線と栃木県道270号佐野環状線の一部区間）
- 群馬県道10号前橋安中富岡線の一部区間および前橋市道大友西通線 : 群馬県前橋市（国道17号NHK前交差点 - 群馬県道15号前橋伊香保線高井町一丁目交差点、高井町一丁目交差点以北は吉岡バイパス）
- 藤岡新町産業道路 : 群馬県藤岡市 - 高崎市新町。群馬県道40号藤岡大胡線の藤岡市旭町交差点から高崎市新町駐屯地北までの区間で東側に平行する市道、実質的に同県道のバイパスとして機能している[3]。
- 埼玉県道89号川口停車場線（川口では「本町大通り」とも呼ばれる）・川口市道・埼玉県道35号川口上尾線（産業道路） : 埼玉県川口市 -  さいたま市 - 上尾市
- 埼玉県道58号台東川口線、埼玉県道1号さいたま川口線、埼玉県道5号さいたま菖蒲線（第二産業道路） : 埼玉県草加市 - 川口市 - さいたま市 - 上尾市 - （伊奈町）
- 埼玉県道115号越谷八潮線（草加産業道路） : 埼玉県越谷市 - 草加市 - 八潮市
- 新座市道の通称の1つ。埼玉県道・東京都道40号さいたま東村山線（志木街道）「菅沢」交差点から東京都道・埼玉県道36号保谷志木線（片山県道）「片山」交差点を結ぶ道路。
- 千葉県道283号若宮西船市川線
- 東京都道249号福生青梅線のうち、福生市東福生交差点 - 青梅市末広2西交差点間の通称（西多摩産業道路）。末広2西から青梅市友田交差点まで吉野街道に名称が変わる。
- 神奈川県道・東京都道140号川崎町田線および横浜市道（緑産業道路） : 神奈川県横浜市港北区 - 都筑区
- 国道131号、東京都道・神奈川県道6号東京大師横浜線 : 東京都大田区 - 神奈川県横浜市鶴見区。京急大師線大師橋駅の旧称・産業道路駅の由来。
- 磯子産業道路 : 神奈川県横浜市磯子区
- 環状4号線 : 神奈川県横浜市泉区和泉町 - 下飯田町[4]
- 神奈川県道46号相模原茅ヶ崎線 : 神奈川県茅ヶ崎市 - 高座郡寒川町付近の通称。

## 中部
- 旧国道402号 : 新潟県新潟市中央区文京町 - 西区五十嵐二の町付近の通称。かつて帝国石油のガス井開発に使われた。
- 新潟県道8号長岡見附三条線、新潟県道121号東三条停車場線（第一産業道路） : 新潟県三条市での通称
- 国道289号（第二産業道路） : 新潟県三条市での通称
- 富山県道172号八幡田稲荷線 : 富山県富山市
- 石川県道22号金沢小松線（加賀産業開発道路／加賀産業道路） : 石川県金沢市 - 小松市。川北大橋を含む
- 国道18号 : 長野県上田市、埴科郡坂城町付近の通称
- 国道155号、国道247号（西知多産業道路） : 東海市 - 知多市。自動車専用道路

## 近畿
- 国道176号 : 大阪府池田市 - 大阪市の通称[5]
- 大阪府道・京都府道14号大阪高槻京都線 : 大阪府吹田市・茨木市付近の通称
- 大阪府道16号大阪高槻線 : 大阪府摂津市・高槻市付近の通称。
- 大阪府道・奈良県道702号大阪枚岡奈良線 : 大阪府域での通称
- 兵庫県道13号尼崎池田線 : 兵庫県尼崎市 - 川西市
- 兵庫県道62号姫路港線 : 兵庫県姫路市
- 国道43号 : 一級国道に昇格するまでの通称、昇格後は通称第二阪神国道

## 中国
- 鳥取県道26号秋里吉方線、鳥取県道31号鳥取国府岩美線、鳥取市道3011390号区画道路39号線 : 鳥取県鳥取市
- 鳥取県道317号両三柳西福原線・国道431号（外浜産業道路） : 鳥取県米子市 - 境港市での通称
- 鳥取県道47号米子境港線（内浜産業道路） : 鳥取県米子市 - 境港市
- 岡山県道45号岡山玉野線（起点 - 児島湾大橋） : 岡山県岡山市
- 岡山県道188号水島港線（水島産業道路） :  岡山県倉敷市
- 国道486号（産業道路駅家神辺線[6]、府中産業道路） :  広島県福山市、府中市
- 山口県道172号徳山新南陽線 : 山口県周南市
- 山口県道342号琴芝際波線（起点 - 記念会館前交差点） : 山口県宇部市

## 四国
- 香川県道176号檀紙鶴市線 : 香川県高松市
- 愛媛県道13号壬生川新居浜野田線 : 愛媛県西条市
- 愛媛県道48号壬生川丹原線 : 愛媛県西条市

## 九州
- 熊本県道22号熊本停車場線、熊本市道熊本駅新外線（旧称・軍用道路） : 熊本県熊本市
- 熊本県道250号八代港大手町線（八代駅前 - 八代港） : 熊本県八代市
- 大分県道22号大在大分港線（臨海産業道路）  : 大分県大分市
- 鹿児島県道217号郡元鹿児島港線、鹿児島県道219号玉取迫鹿児島港線（南栄5丁目交通安全教育センター前交差点 - 終点） : 鹿児島県鹿児島市